# Records du Canada d'athlétisme

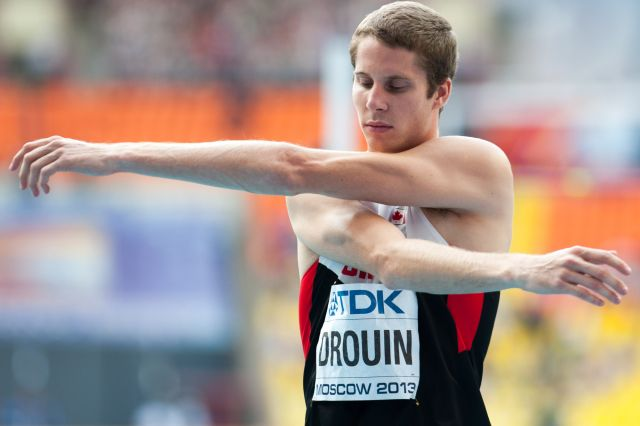
Derek Drouin détient le record du Canada du saut en hauteur.

Les records du Canada d'athlétisme sont les meilleures performances réalisées par des athlètes canadiens et homologuées par Athlétisme Canada.

## Plein air

### Hommes
| Épreuve              | Record | Athlète                                                                   | Date             | Compétition                               | Lieu                | Réf.   |
| -------------------- | --- | ------------------------------------------------------------------------- | ---------------- | ----------------------------------------- | ------------------- | ------ |
| 100 m                | 9 s 84 (+0,7 m/s) | Donovan Bailey                                                            | 27 juillet 1996  | Jeux olympiques                           | Atlanta             |        |
| 100 m                | 9 s 84 (+0,2 m/s) | Bruny Surin                                                               | 22 août 1999     | Championnats du monde                     | Séville             | [ 1 ]  |
| 200 m                | 19 s 62 (-0,5 m/s) | Andre De Grasse                                                           | 4 août 2021      | Jeux olympiques                           | Tokyo               | [ 2 ]  |
| 400 m                | 44 s 05 | Christopher Morales-Williams                                              | 11 mai 2024      | Championnats SEC                          | Gainesville         | [ 3 ]  |
| 800 m                | 1 min 41 s 20 (AR) | Marco Arop                                                                | 10 août 2024     | Jeux olympiques                           | Saint-Denis         | [ 4 ]  |
| 1 000 m              | 2 min 13 s 13 (AR) | Marco Arop                                                                | 8 septembre 2024 | Mémorial Hanžeković                       | Zagreb              | [ 5 ]  |
| 1 500 m              | 3 min 31 s 71 | Kevin Sullivan                                                            | 30 juin 2000     | Golden Gala                               | Rome                |        |
| Mile                 | 3 min 50 s 26 | Kevin Sullivan                                                            | 28 juillet 2000  | Bislett Games                             | Oslo                |        |
| 2 000 m              | 4 min 51 s 54 (AR) | Charles Philibert-Thiboutot                                               | 8 septembre 2023 | Mémorial Van Damme                        | Bruxelles           | [ 6 ]  |
| 3 000 m              | 7 min 31 s 96 | Mohammed Ahmed                                                            | 25 août 2024     | Mémorial Kamila Skolimowska               | Chorzów             | [ 7 ]  |
| 5 000 m              | 12 min 47 s 20 | Mohammed Ahmed                                                            | 11 juillet 2020  | Meeting Bowerman                          | Portland            | [ 8 ]  |
| 10 000 m             | 26 min 34 s 14 | Mohammed Ahmed                                                            | 6 mars 2022      | Sound Running The Ten                     | San Juan Capistrano | [ 9 ]  |
| 5 km (route)         | 13 min 26 s | Benjamin Flanagan                                                         | 15 avril 2023    |                                           | Boston              |        |
| 10 km (route)        | 28 min 06 s | Charles Philibert-Thiboutot                                               | 24 mai 2025      | Championnat canadien                      | Ottawa              |        |
| 15 km (route)        | 42 min 53 s | Cameron Levins                                                            | 23 octobre 2022  | Semi-marathon de Valence                  | Valence             |        |
| 20 km (route)        | 57 min 54 s | Benjamin Flanagan Cameron Levins                                          | 23 octobre 2022  | Semi-marathon de Valence                  | Valence             |        |
| Heure                | 19 602 m | Thomas Howard                                                             | 16 avril 1974    |                                           | Richmond            |        |
| Semi-marathon        | 1 h 00 min 18 s | Cameron Levins                                                            | 12 février 2023  | First Half                                | Vancouver           | [ 11 ] |
| 25 km (route)        | 1 h 14 min 29 s | Peter Maher                                                               | 12 octobre 1991  |                                           | Indianapolis        |        |
| 30 km (route)        | 1 h 31 min 10 s | Cameron Levins                                                            | 17 juillet 2022  | Championnats du monde                     | Eugene              |        |
| Marathon             | 2 h 5 min 36 s (AR) | Cameron Levins                                                            | 5 mars 2023      | Marathon de Tokyo                         | Tokyo               | [ 12 ] |
| 50 kilomètres        | 2 h 48 min 32 s | Chris Balestrini                                                          | 21 mai 2021      |                                           | Hamilton            | [ 13 ] |
| 100 kilomètres       | 6 h 33 min 57 s | Andrew Jones                                                              | 14 décembre 1991 |                                           | La Nouvelle-Orléans |        |
| 110 m haies          | 13 s 08 (+1,2 m/s) | Mark McKoy                                                                | 2 juillet 1993   |                                           | Villeneuve-d'Ascq   |        |
| 400 m haies          | 48 s 24 | Adam Kunkel                                                               | 27 juillet 2007  | Jeux panaméricains                        | Rio de Janeiro      |        |
| 3 000 m steeple      | 8 min 11 s 64 | Matthew Hughes                                                            | 15 août 2013     | Championnats du monde                     | Moscou              | [ 14 ] |
| Saut en hauteur      | 2,40 m | Derek Drouin                                                              | 25 avril 2014    | Drake Relays                              | Des Moines          | [ 15 ] |
| Saut à la perche     | 5,93 m | Shawnacy Barber                                                           | 25 juillet 2015  | London Grand Prix 2015                    | Londres             | [ 16 ] |
| Saut en longueur     | 8,28 m (+1,2 m/s) | Damian Warner                                                             | 29 mai 2021      |                                           | Götzis              | [ 17 ] |
| Triple saut          | 17,29 m (+1,0 m/s) A | Edrick Floréal                                                            | 3 juin 1989      | Championnats NCAA                         | Provo               | [ 18 ] |
| Lancer du poids      | 22,21 m A | Dylan Armstrong                                                           | 25 juin 2011     | Championnats du Canada                    | Calgary             | [ 19 ] |
| Lancer du disque     | 67,88 m | Jason Tunks                                                               | 14 mai 1998      |                                           | Abilene             |        |
| Lancer du marteau    | 84,38 m (AR) | Ethan Katzberg                                                            | 20 avril 2024    | Kip Keino Classic                         | Nairobi             | [ 20 ] |
| Lancer du javelot    | 84,81 m | Scott Russell                                                             | 13 juillet 2011  | Toronto International Track & Field Games | Toronto             | ,      |
| Décathlon            | 9 018 pts | Damian Warner                                                             | 5 août 2021      | Jeux olympiques                           | Tokyo               | [ 23 ] |
| Décathlon            | 10 s 12 (+0,2 m/s) (100 m), 8,24 m (+0,2 m/s) (longueur), 14,80 m (poids), 2,02 m (hauteur), 47 s 48 (400 m) / 13 s 46 (-1,0 m/s) (110 m haies), 48,67 m (disque), 4,90 m (perche), 63,44 m (javelot), 4 min 31 s 08 (1 500 m) |                                                                           |                  |                                           |                     |        |
| 10 000 m marche      | 38 min 8 s 50 (AR) | Evan Dunfee                                                               | 27 janvier 2025  | Supernova                                 | Canberra            | [ 24 ] |
| 20 000 m marche      | 1 h 22 min 27 s 0 | Tim Berrett                                                               | 9 juin 1996      |                                           | Edmonds             |        |
| 20 km marche (route) | 1 h 17 min 39 s (AR) | Evan Dunfee                                                               | 16 février 2025  | Championnats d'Australie du 20 km marche  | Adelaide            | [ 25 ] |
| 35 km marche (route) | 2 h 25 min 2 s (AR) | Evan Dunfee                                                               | 24 juillet 2022  | Championnats du monde                     | Eugene              |        |
| 50 km marche (route) | 3 h 41 min 38 s | Evan Dunfee                                                               | 19 août 2016     | Jeux olympiques                           | Rio de Janeiro      | [ 26 ] |
| 4 × 100 m            | 37 s 48 | Équipe nationale Aaron Brown Jerome Blake Brendon Rodney Andre De Grasse  | 23 juillet 2022  | Championnats du monde                     | Eugene              | [ 27 ] |
| 4 × 200 m            | 1 min 19 s 20 | Équipe nationale Gavin Smellie Brendon Rodney Andre De Grasse Aaron Brown | 2 avril 2016     | Florida Relays                            | Gainesville         |        |
| 4 × 400 m            | 3 min 02 s 64 | Équipe nationale Ian Seale Don Domansky Leighton Hope Bryan Saunders      | 31 juillet 1976  | Jeux olympiques                           | Montréal            |        |
| 4 × 800 m            | 7 min 22 s 83 | Équipe nationale Andrew Heaney Matt Lincoln Andrew Maloney Kyle Smith     | 21 juin 2007     |                                           | Toronto             |        |
| 4 × 1 500 m          | 15 min 25 s 38 | Équipe nationale Greg Hutchinson Eric Gillis Reid Coolsaet Tyler Milne    | 22 juin 2006     |                                           | London              |        |

### Femmes
| Épreuve                 | Record | Athlète                                                                              | Date                          | Compétition                                 | Lieu              | Réf.   |
| ----------------------- | --- | ------------------------------------------------------------------------------------ | ----------------------------- | ------------------------------------------- | ----------------- | ------ |
| 100 m                   | 10 s 95 (+1,2 m/s) | Audrey Leduc                                                                         | 2 août 2024                   | Jeux olympiques                             | Saint-Denis       | [ 28 ] |
| 200 m                   | 22 s 36 (+1,1 m/s) | Audrey Leduc                                                                         | 31 mai 2024                   | The HBCU Pro Classic                        | Atlanta           | [ 29 ] |
| 400 m                   | 49 s 91 | Marita Payne Jillian Richardson                                                      | 6 août 1984 25 septembre 1988 | Jeux olympiques                             | Los Angeles Séoul |        |
| 800 m                   | 1 min 57 s 01 | Melissa Bishop                                                                       | 21 juillet 2017               | Herculis                                    | Monaco            | [ 30 ] |
| 1 000 m                 | 2 min 33 s 75 | Lucia Stafford                                                                       | 28 janvier 2023               |                                             | Boston            |        |
| 1 500 m                 | 3 min 56 s 12 | Gabriela Debues-Stafford                                                             | 5 octobre 2019                | Championnats du monde                       | Doha              | [ 31 ] |
| Mile                    | 4 min 17 s 87 | Gabriela Debues-Stafford                                                             | 12 juillet 2019               | Meeting Herculis 2019                       | Monaco            |        |
| 2 000 m                 | 5 min 31 s 18 | Lucia Stafford                                                                       | 12 juillet 2024               | Meeting Herculis                            | Monaco            | [ 32 ] |
| 3 000 m                 | 8 min 32 s 17 | Angela Chalmers                                                                      | 23 août 1994                  | Jeux du Commonwealth                        | Victoria          |        |
| 2 miles                 | 9 min 27 s 18 | Kathy Butler                                                                         | 27 juin 1998                  |                                             | Dublin            |        |
| 5 000 m                 | 14 min 31 s 38 | Gabriela Debues-Stafford                                                             | 11 février 2022               | David Hemery Valentine Invitational         | Boston            | [ 33 ] |
| 10 000 m                | 31 min 13 s 94 | Andrea Seccafien                                                                     | 14 mai 2021                   |                                             | Irvine            | [ 34 ] |
| 5 km (route)            | 15 min 16 s | Émilie Mondor                                                                        | 24 octobre 2004               |                                             | Carlsbad          |        |
| 10 km (route)           | 31 min 44 s | Lynn Williams                                                                        | 11 mars 1989                  |                                             | Orlando           |        |
| 15 km (route)           | 48 min 53 s | Nancy Tinari                                                                         | 21 novembre 1987              |                                             | Monaco            |        |
| 20 km (route)           | 1 h 06 min 05 s | Andrea Seccafien                                                                     | 2 février 2020                | Semi-marathon de Marugame                   | Marugame          |        |
| Semi-marathon           | 1 h 09 min 38 s | Andrea Seccafien                                                                     | 2 février 2020                | Semi-marathon de Marugame                   | Marugame          | [ 35 ] |
| 25 km (route)           | 1 h 25 min 7 s | Malindi Elmore                                                                       | 24 septembre 2023             | Marathon de Berlin                          | Berlin            |        |
| 30 km (route)           | 1 h 42 min 3 s | Malindi Elmore                                                                       | 24 septembre 2023             | Marathon de Berlin                          | Berlin            |        |
| Marathon                | 2 h 23 min 12 s | Natasha Wodak                                                                        | 25 septembre 2022             | Marathon de Berlin                          | Berlin            | [ 36 ] |
| 50 kilomètres           | 3 h 22 min 22 s | Krista DuChene                                                                       | 21 mai 2021                   |                                             | Hamilton          | [ 13 ] |
| 100 kilomètres          | 7 h 36 min 39 s | Julie Hamulecki                                                                      | 27 août 2022                  | Championnats du monde du 100 kilomètres     | Bernau bei Berlin | [ 37 ] |
| 100 m haies             | 12 s 46 (+0,7 m/s) | Perdita Felicien                                                                     | 19 juin 2004                  | Prefontaine Classic                         | Eugene            |        |
| 400 m haies             | 53 s 26 | Savannah Sutherland                                                                  | 6 juin 2024                   | Championnats NCAA                           | Eugene            | [ 38 ] |
| 3 000 m steeple         | 9 min 20 s 58 | Ceili McCabe                                                                         | 18 mai 2024                   | Los Angeles Grand Prix                      | Los Angeles       | [ 39 ] |
| Saut en hauteur         | 1,98 m | Debbie Brill                                                                         | 2 septembre 1984              | Meeting de Rieti                            | Rieti             |        |
| Saut à la perche        | 4,85 m | Alysha Newman                                                                        | 7 août 2024                   | Jeux olympiques                             | Saint-Denis       | [ 40 ] |
| Saut en longueur        | 6,99 m (+0,8 m/s) | Christabel Nettey                                                                    | 29 mai 2015                   | Prefontaine Classic                         | Eugene            | [ 41 ] |
| Triple saut             | 14,03 m (+0,8 m/s) | Caroline Ehrhardt                                                                    | 28 mai 2023                   | Bob Vigars Classic                          | London            | [ 42 ] |
| Lancer du poids         | 20,68 m | Sarah Mitton                                                                         | 11 mai 2024                   |                                             | Fleetwood         | [ 43 ] |
| Lancer du disque        | 62,72 m | Carmen Ionesco                                                                       | 23 août 1979                  |                                             | Montréal          |        |
| Lancer du marteau       | 78,62 m | Camryn Rogers                                                                        | 26 mai 2023                   |                                             | Los Angeles       | [ 44 ] |
| Lancer du javelot       | 64,83 m | Liz Gleadle                                                                          | 10 mai 2015                   | Seiko Golden Grand Prix                     | Kawasaki          | [ 45 ] |
| Heptathlon              | 6 808 pts | Brianne Theisen-Eaton                                                                | 30-31 mai 2015                | Hypo-Meeting                                | Götzis            | [ 46 ] |
| Heptathlon              | 13 s 05 (-0,2 m/s) (100 m haies), 1,89 m (hauteur), 13,73 m (poids), 23 s 34 (+1,4 m/s) (200 m) 6,72 m (+0,9 m/s) (longueur), 42,96 m (javelot), 2 min 09 s 37 (800 m) |                                                                                      |                               |                                             |                   |        |
| 5 000 m marche (piste)  | 21 min 27 s 39 | Rachel Seaman                                                                        | 13 juin 2015                  |                                             | Chula Vista       |        |
| 10 000 m marche (piste) | 44 min 16 s 98 | Rachel Seaman                                                                        | 4 juillet 2015                | Championnats du Canada                      | Edmonton          | [ 47 ] |
| 10 km marche (route)    | 44 min 26 s | Janice McCaffrey                                                                     | 11 mai 1996                   | Oder-Neisse Grand Prix                      | Eisenhüttenstadt  |        |
| 20 km marche (route)    | 1 h 29 min 54 s | Rachel Seaman                                                                        | 15 mars 2015                  | Championnats d'Asie de marche               | Nomi              | [ 48 ] |
| 35 km marche (route)    | 3 h 3 min 18 s | Olivia Lundman                                                                       | 12 janvier 2025               | Championnats des États-Unis du 35 km marche | Santee            |        |
| 50 km marche (route)    | 5 h 42 min 54 s | Susan Brooke                                                                         | 20 janvier 2018               | Championnats des États-Unis du 50 km marche | Santee            |        |
| Relais 4 × 100 m        | 42 s 50 | Équipe nationale Sadé McCreath Jacqueline Madogo Marie-Éloïse Leclair Audrey Leduc   | 8 août 2024                   | Jeux olympiques                             | Saint-Denis       | [ 49 ] |
| Relais 4 × 200 m        | 1 min 33 s 40 | Équipe nationale Foy Williams Lindsay Lochhead Erica Witter Danielle Vega            | 24 avril 2004                 | Penn Relays                                 | Philadelphie      |        |
| Relais 4 × 400 m        | 3 min 21 s 21 | Équipe nationale Charmaine Crooks Jillian Richardson Molly Killingbeck Marita Payne  | 11 août 1984                  | Jeux olympiques                             | Los Angeles       |        |
| Relais 4 × 800 m        | 8 min 14 s 85 | Équipe nationale Melissa Bishop Karine Belleau-Béliveau Diane Cummins Lemlem Bereket | 27 avril 2013                 | Penn Relays                                 | Philadelphie      |        |
| Relais 4 × 1 500 m      | 18 min 10 s 75 | Équipe nationale Merissa Sexsmith Rebecca Stallwood Karin Lockhart Megan Metcalfe    | 27 avril 2001                 | Penn Relays                                 | Philadelphie      |        |

## Salle

### Femmes
| Épreuve          | Record | Athlète                                                             | Date                        | Compétition                         | Lieu             | Réf.   |
| ---------------- | --- | ------------------------------------------------------------------- | --------------------------- | ----------------------------------- | ---------------- | ------ |
| 50 m             | 6 s 05 | Philomena Mensah                                                    | 13 février 2000             |                                     | Liévin           |        |
| 60 m             | 7 s 02 | Philomena Mensah                                                    | 7 mars 1999 11 février 2000 | Championnats du monde en salle      | Maebashi Gand    |        |
| 200 m            | 23 s 00 | Lauren Gale                                                         | 26 février 2022             |                                     | Albuquerque      |        |
| 300 m            | 36 s 06 | Grace Konrad                                                        | 25 janvier 2025             |                                     | Albuquerque      |        |
| 400 m            | 51 s 60 | Savannah Sutherland                                                 | 11 mars 2023                |                                     | Albuquerque      |        |
| 600 m            | 1 min 27 s 05 | Aurora Rynda                                                        | 12 février 2022             |                                     | Chicago          |        |
| 800 m            | 1 min 59 s 87 | Jenna Westaway                                                      | 24 février 2019             |                                     | Boston           |        |
| 1 000 m          | 2 min 33 s 75 | Lucia Stafford                                                      | 28 janvier 2023             |                                     | Boston           |        |
| 1 500 m          | 4 min 00 s 80 | Gabriela Debues-Stafford                                            | 8 février 2020              | Millrose Games                      | New York         |        |
| Mile             | 4 min 19 s 73 | Gabriela Debues-Stafford                                            | 8 février 2020              | Millrose Games                      | New York         | [ 50 ] |
| 3 000 m          | 8 min 33 s 92 | Gabriela Debues-Stafford                                            | 6 février 2022              | New Balance Indoor Grand Prix       | New York         | [ 51 ] |
| 5 000 m          | 14 min 31 s 38 (AR) | Gabriela Debues-Stafford                                            | 11 février 2022             | David Hemery Valentine Invitational | Boston           | [ 33 ] |
| 60 m haies       | 7 s 75 | Perdita Felicien                                                    | 7 mars 2004                 | Championnats du monde en salle      | Budapest         |        |
| 3 000 m marche   | 12 min 23 s 84 | Rachel Seaman                                                       | 9 février 2014              |                                     | Toronto          |        |
| 5 000 m marche   | 23 min 09 s 30 | Joni-Ann Bender                                                     | 12 avril 1997               |                                     | North York       |        |
| 4 x 200 m        | 1 min 36 s 10 | Morgan Byng Shyvonne Roxborough Zoe Sherar Tessa Hamilton           | 22 février 2020             |                                     | Toronto          |        |
| 4 x 400 m        | 3 min 31 s 45 | Lauren Gale Kyra Constantine Natassha McDonald Sage Watson          | 20 mars 2022                | Championnats du monde en salle      | Belgrade         | [ 52 ] |
| 4 x 800 m        | 8 min 32 s 36 | Rachel Jewett Honor Walmsley Sasha Gollish Gabriela Debues-Stafford | 13 mars 2015                | CIS Track and Field Championships   | Windsor          |        |
| Saut en hauteur  | 1,99 m | Debbie Brill                                                        | 23 janvier 1982             |                                     | Edmonton         |        |
| Saut en longueur | 6,99 m | Christabel Nettey                                                   | 19 février 2015             | XL Galan                            | Stockholm        |        |
| Triple saut      | 14,02 m | Tabia Charles                                                       | 25 février 2007             |                                     | Notre Dame       |        |
| Saut à la perche | 4,83 m | Alysha Newman                                                       | 22 février 2024             | All Star Perche                     | Clermont-Ferrand |        |
| Lancer du poids  | 20,68 m | Sarah Mitton                                                        | 7 février 2025              | Meeting de Karlsruhe                | Karlsruhe        | [ 53 ] |
| Pentathlon       | 4 881 points | Brianne Theisen-Eaton                                               | 18 mars 2016                | Championnats du monde en salle      | Portland         |        |
| Pentathlon       | 8 s 04 (60 m haies), 1,85 m (saut en hauteur), 13,70 m (lancer du poids), 6,42 m (saut en longueur), 2 min 09 s 99 (800 mètres) |                                                                     |                             |                                     |                  |        |